# Свети Георги (Негуш)
Вижте пояснителната страница за други значения на Свети Георги.
„Свети Георги“ (на гръцки: Αγίου Γεωργίου) е възрожденска православна църква в южномакедонския град Негуш (Науса), Егейска Македония, Гърция. Построен в 1842 година, храмът е една от петте енорийски църкви на Берската, Негушка и Камбанийска епархия в града и е обявена за паметник на културата.

## История
Храмът е разположен в източната част на Негуш, близо до входа на града. Преди унищожаването на Негуш при потушаването на Негушкото въстание в 1822 година в града е имало църква, посветена на Свети Георги. На 25 декември 1832 година е издаден ферман за възстановяването на църквите „Свети Георги“ и „Свети Мина“ в Негуш.
Според надписа в нея църквата е построена в 1841 година. Основният ктитор на църквата е Георги Буфела (? – 1851) от Голишани, който става епитроп на храма. Пари идват и от османската държава и от богати негушани. Надписът под портрета на ктитора Буфела гласи:
| „ | Γεώργιος Μπουφέλας προσκυνητής Κατήγετο από το πλησίον της Ναούσης χωρίον Γκουλισιάνι. Επισκεφθείς το 1840 τους Αγίου Τόπους, επανήλθε εις αυτό και εκποιήσας την κτηματικήν περιουσίαν του ελθών εγκατεστάθη εις Νάουσαν το 1842. Τότε επερατώθη η το 1841 αρξαμένη δι' εράνων ανέγερσις του Ιερού τούτου Ναού και αφού διαθέσας ολόκληρον την περιουσιαν του δια εξεικόνησιν του Βίου του Σωτήρος και όλων των Αγίων. Αφιέρωσεν δε εαυτόν εις την υπηρεσίαν του Ιερού τούτου Ναού και μέχρι του θανάτου του 1851 έχον όντως έξοχον και αξιομίμητον υπόδειγμα αυτόαπαρνήσεως δια κάθε Χρηστιανόν. Αμήν. Георги Буфела поклонник Произхожда от близкото до Негуш село Голишани. Посетил в 1840 Светите Земи, той се връща в него, продава недвижимото си имущество и се установява в Негуш в 1842. Тогава завършва започнатото в 1841 изграждане на Светия този храм и дава всичките си притежания за изписването на Живота на Спасителия и на всички светци. Посвещава себе си на служба на Светия този храм до смъртта си в 1851 с наистина отличен и ценен пример за подражание на всеки християнин. Амин. | “ |

На запад от църквата в 1867 година с ходатайството на берския митрополит пред Портата, която изпраща заповед до берския каймакамин да се спрат всякакви пречки от страна на местните турци, е изградена каменна камбанария – също забележителен архитектурен паметник.
Около 1943 година е решено да се дострои купол на храма, като с това са натоварени възрастния строител Георгиос Карабадзос и тогава младия Евангелос Франгоцинос.
В северозападните сгради в двора на църквата дълги години има сиропиталище.
На 2 октомври 1985 година църквата е обявена за защитен паметник.

## Архитектура
Църквата е втора по големина в града сред храмовете от XIX век след „Успение Богородично“. И формата и материалите, от които е изградена са типични за църковната архитектура в района в средата на XIX век. Формата му е правоъгълна с размери 34 m дължина и 17 m ширина, като площта е 578 m2. Представлява покрита с плочи трикорабна базилика в неокласически стил със затворен трем на западната и южната страна. Нартексът е с размери 4,30 m на 25 m, наосът е 19,55 m на 14,60 m, а светилището е 4,45 m на 14,60 m. Храмът е разширяван на запад – нартекса, на юг – параклиса „Свети Нектарий“ и на север – канцеларии. Зидарията е с дебелина между 0,95 и 1 m. От северната страна има подпорни стени с височина 3,90 m и ширина в основата 1,70 m на 1,55 m. На изток има само една полукръгла конха, която заема 2/5 от източната страна. Отвън апсидата е украсена със седем засводени слепи ниши на височина 2/3 от височината на стената. Над входовете има полукръгли каменни дъги. В дъгата над западния и южния вход има ниши за преносими икони на Свети Георги. Покривът е двускатен с керемиди с леки триъгълни засечки на изток, като не се образува триъгълен фронтон. Такава вероятно е била и западната фасада, променена след добавянето на нартекса.
Във вътрешността трите кораба са разделени от кръгли колони с диаметър 40 cm, които имат правоъгъла кестенова сърцевина и са измазани кръгло. Образуваните с дървените обшивки арки са изписани с образи на пророци и светци.
На запад над главния вход има типичната за епохата женска църква с формата на П, която е по-красива от тази в „Успение Богородично“. Към женската църква води стълба от наоса. Подът на храма е покрит с мраморни плочи.
Оригиналният владишки трон е заменен с нов, а от оригиналният, особено красив амвон, е запазена само горната част.

## Иконостас
Иконостасът първоначално е резбован дървен, но по-късно е заменен с мраморен, вероятно заедно с изграждането на купола. Новият иконостас е по модела на този в „Преображение Господне“ и включва релефни изображения на ангели и други украси. Изписан е в маслинен цвят и е разделен на три зони. В първата зона на височина до 1,10 m има повтарящи се релефи на ангели, които обгражда Кръста. Във втората на височина до 3 m има 10 царски икони с големи размери, като най-старата е тази на Богородица веднага вляво от царските двери, която е от 1843 година. В третата зона са оформени три фронтона над всеки кораб. В централния е Тайната вечеря, а в страничните изображения на светци. Над централния фронтон е дейсис. В основата на кръста няма дракони.
Първата икона наляво от царските двери е „Света Богородица Врефократуса“, надписана в долния десен ъгъл Δαπάνη εργατών αμπατζήδων 1843 Δεκ. 23. Първата вдясно от царските двери е „Исус Христос Цар на царете и Велик архиерей“, надписана долу δια εξόδων Σαπωνάδων ων η μνήμη αιωνία 1844 Φεβρουάριο 18 υπό απσταλα, дело на същия зограф - поп Димитрис Апостолакис от Бер. Втората вляво икона е „Свети Георги Победоносец“, подписана αγιογραφικός οικος δανιηλ μοναχου. Иконата на „Свети Йоан Предтеча“ е надписана 1844 ...βριου 4. Следващата икона е „Свети Николай“, която носи в долната си част надпис δια διαπάνης ψαράδων ων η μνήμη αιωνία 1844 Μαίου 30. „Събор на 12 апостоли“ е в същия стил като „Света Богородица“. На иконата „Свети Спиридон“ в средата има надпис δέησις των μαηστόρων κονιτζιωτών. Осмата икона на иконостаса е на Свети Климент Охридски.
Храмът е имал и пет иконостаса – два каменни от двете страни на иконостаса и три дървени, но дървените са изнесени от църквата и иконите им са преместени в олтара. На левия каменен иконостас е иконата на Свети Димитър, дело на неизвестен зограф, а на десния – иконата на Свети Георги, дело на негушкия зограф Димитриос Хасюрас, датирана 1943. На иконостаса, който е бил вляво от входа е иконата на Света Варвара с надпис δια χειρός παπά Αναστασιου, а на този, който е бил вдясно е Света Екатерина с надпис Αν ιστορίθη η παρούσα εικών δια δαπάνης των Evτιμoτάτων Κυρίων ζοσταράδων δια Γρ: 400ων η μνήμη αιωνία 1843 Νοεμβρίου 11 χειρ αποστολάκη παπά Δημητρ βερραίου. На иконостас в нартекса има икона от XIX век на Свети Стилиан Пафлагонийски с надпис Παίδων φύλαξ πέφυκε Θεού το δώρον Ο φιλέορτος Μάντης Γ. Μπίλης την αφιέρωσεν εις μνήμην αυτού Τε και των τέκνων του εν έτοι 1892.

## Стенописи
Заедно с „Животворящ източник“ църквата е един от двата напълно изписани храма в Негуш. Стенописите са изписани в 1842 година от местни зографи, но по-късно са надживописани. Стенописите са в три зони. На север най-горната е със сцени от живота на Иисус Христос. Същите теми са изобразени и във втората зона, която е два пъти по-висока от първата. В третата зона са изображенията на светци. Изписани са и олтарното пространство и куполът.